# Mauritània sota els Oulad Rizg
Els Oulad Rizg fou una tribu àrab hassànida derivada dels Banu Makil, que va governar a Mauritània al segle xv.
Després del 1400 els Oulad Rizg dominaven el Tiris i dependències; els Oulad Daud, una tribu del mateix origen, dominava l'Adrar i el Hodh (vegeu Mauritània abans del domini àrab). Els Oulad Rizg estaven dividits en cinc grups originats en els fills de Rizg: Oulad Merzouq, Oulad Aid, Djaafra, Sekakna i Rehamna (o Rehamin), sorgits o dependents dels fills Merzouq, Aïd, Djaafer, Sekkoun i Ralimoun (o nets, fills de Bassim). Encara viuen a Trarza si bé reduïts numerícament, dividits en els Oulad Moussa, Oulad Beniouk, Oulad Khalifa, Oulad Ben Ali, Rehamna i Zebeïrat (tots dependents dels Oulad Ahmed Ben Daman); els Oulad Aïd i Oulad Bassim s'han barrejat als Arroueïjat, excepte a Brakna on són tributaris dels Ahel Barik. Els Oulad Rizg i els Agcharat de l'Hodh eren anomenats àrabs Regueïtat, o sigui (segons la terminologia maure) "àrabs que ocupen territoris deshabitats o neutres entre estats als que no pertanyen".
Els Oulad Rizg van saquejar les terres dels berbers del nord (Tiris i Adrar) i s'explica especialment algun cas extrem fet per la fracció Oulad Bou Ali contra els Tachomcha. Els berbers van haver de pagar tribut diverses vegades i en alguna ocasió es van revoltar. Contra els negres del sud (Chemana, Gorgol i Tagant) van patir també les depredacions dels Oulad Rizg. La tradició diu que aquests van arribar fins al riu i que van ser fins i tot a l'illa on dos segles després es va aixecar Saint Louis del Senegal, però això és força incert.
El domini dels Oulad Rizg va ser suplantat pel dels Oulad Mbarek al final del segle xv.